# تيموثي بي روث
تيموثي بي روث (بالإنجليزية: Timothy P. Roth)‏ هو اقتصادي أمريكي، ولد في 11 ديسمبر 1943.